# لیتل هارودن
لیتل هارودن (به انگلیسی: Little Harrowden) یک روستا و محله مدنی در بریتانیا است که در Wellingborough واقع شده‌است. لیتل هارودن ۸۹۲ نفر جمعیت دارد.